# Campsosternus dohrni
Campsosternus dohrni là một loài bọ cánh cứng trong họ Elateridae. Loài này được Westwood miêu tả khoa học năm 1848.